# Židé v Běštíně

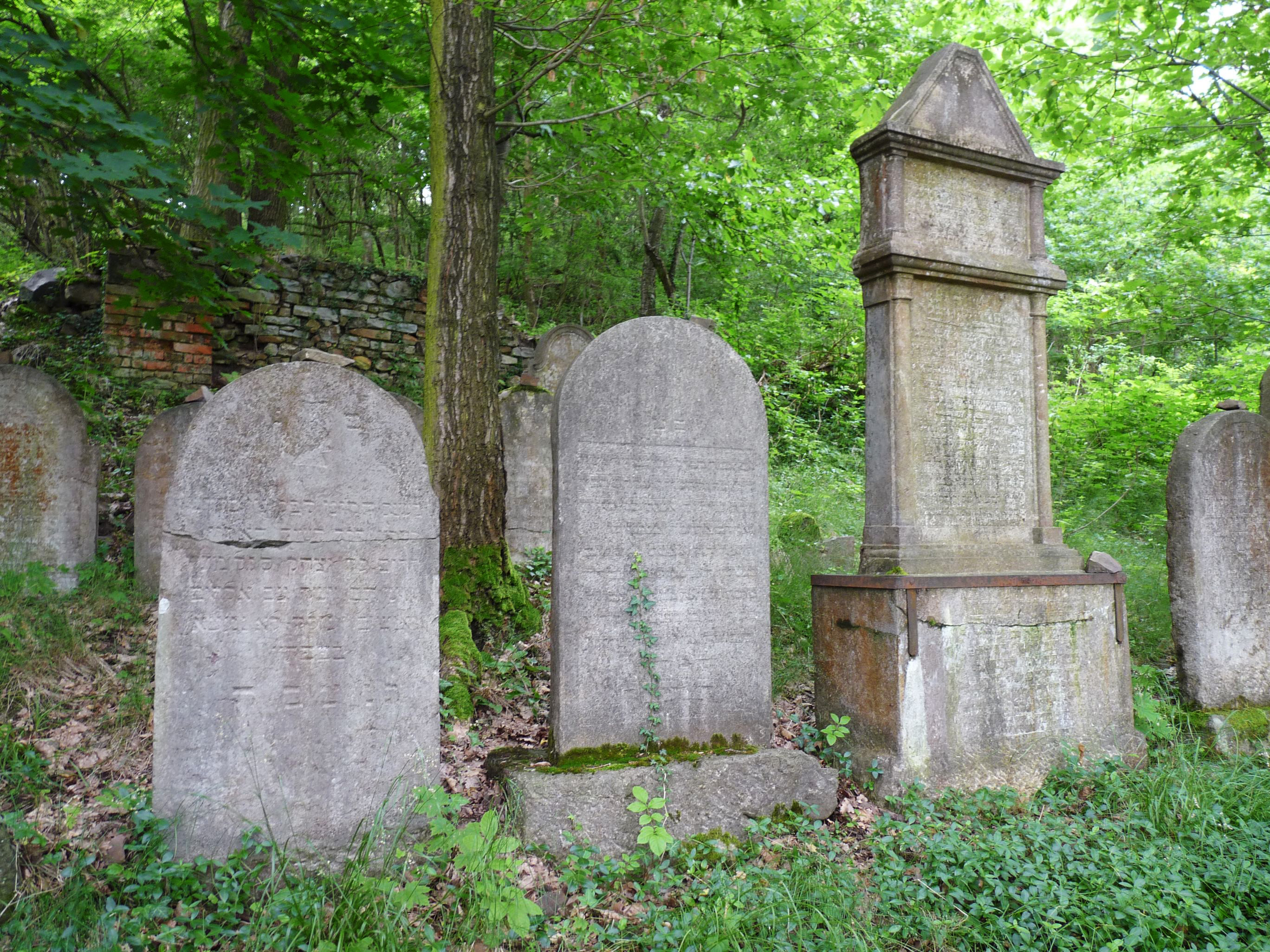
Židovský hřbitov v Běštíně

Židé v Běštíně se poprvé zmiňují v druhé polovině 17. století. Tato malá komunita vznikla v důsledku dvou imigračních vln. Roku 1690 byly všechny osoby židovského vyznání vyhnány z karlštejnského panství a začaly se usazovat v Běštíně. Roku 1772 v nedaleké vesnici Bezdědice vyhořely domy, v nichž žili místní židé, kteří se po této tragédii přestěhovali do Běštína. Ještě téhož roku zde vznikla židovská obec. Na konci 18. století byla zdejší židovská komunita nejpočetnější, měla 47 členů. V Běštíně podobně jako v Hořovicích a Lochovicích byla založena židovská škola (1800) a synagoga (1849). Nedaleko Běštína – na poli Na Chlumku, po levé straně na cestě do Hostomic – byl založen hřbitov (1833) sloužící nejen běštínské židovské komunitě. Od konce 19. století se počet židů v Běštíně snižoval. Roku 1890 zde žilo 18 židů, roku 1910 již pouze 8. Židovská komunita zanikla během 20. let 20. století, roku 1930 zde již nežili žádní židé. Kvůli setrvalému úbytku židovské populace byla židovská obec roku 1893 zrušena a zdejší židovská komunita se začlenila pod ŽNO Hořovice.

## Synagoga a židovská škola
Roku 1800 byla v Běštíně založena židovská škola. Není však zcela jasné, zda zde škola nefungovala již dříve, neboť židé z karlštejnského panství s sebou přivedli několik dětí. V roce 1867 byla škola přesunuta do města Hostomice. Přesné umístění obou škol ani jména učitelů nejsou známá.
Běštínská synagoga se nacházela ve zděném domku č. p. 94 na parcele č. 35. V budově, kterou měla od konce 19. století ve správě hořovická židovská náboženská obec, se nacházel i byt pro šámese. Po nacistické okupaci bylo vybavení synagogy rozebráno nebo zdemolováno. Po konci druhé světové války byla budova přestavěna na kancelář Místního národního výboru. Kolem roku 1975 byla prodána do soukromého vlastnictví a znovu upravena.

Bývalá běštínská synagoga v roce 2013
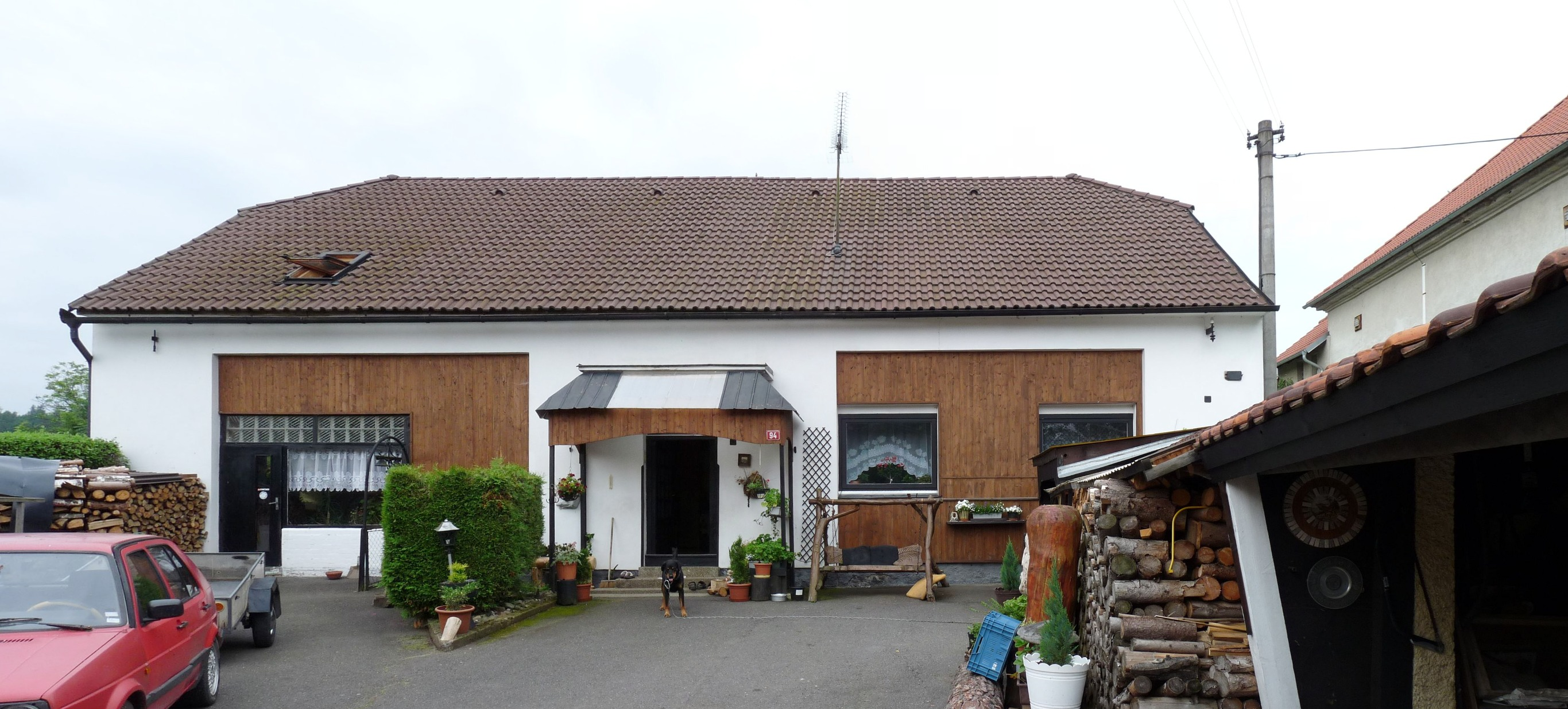
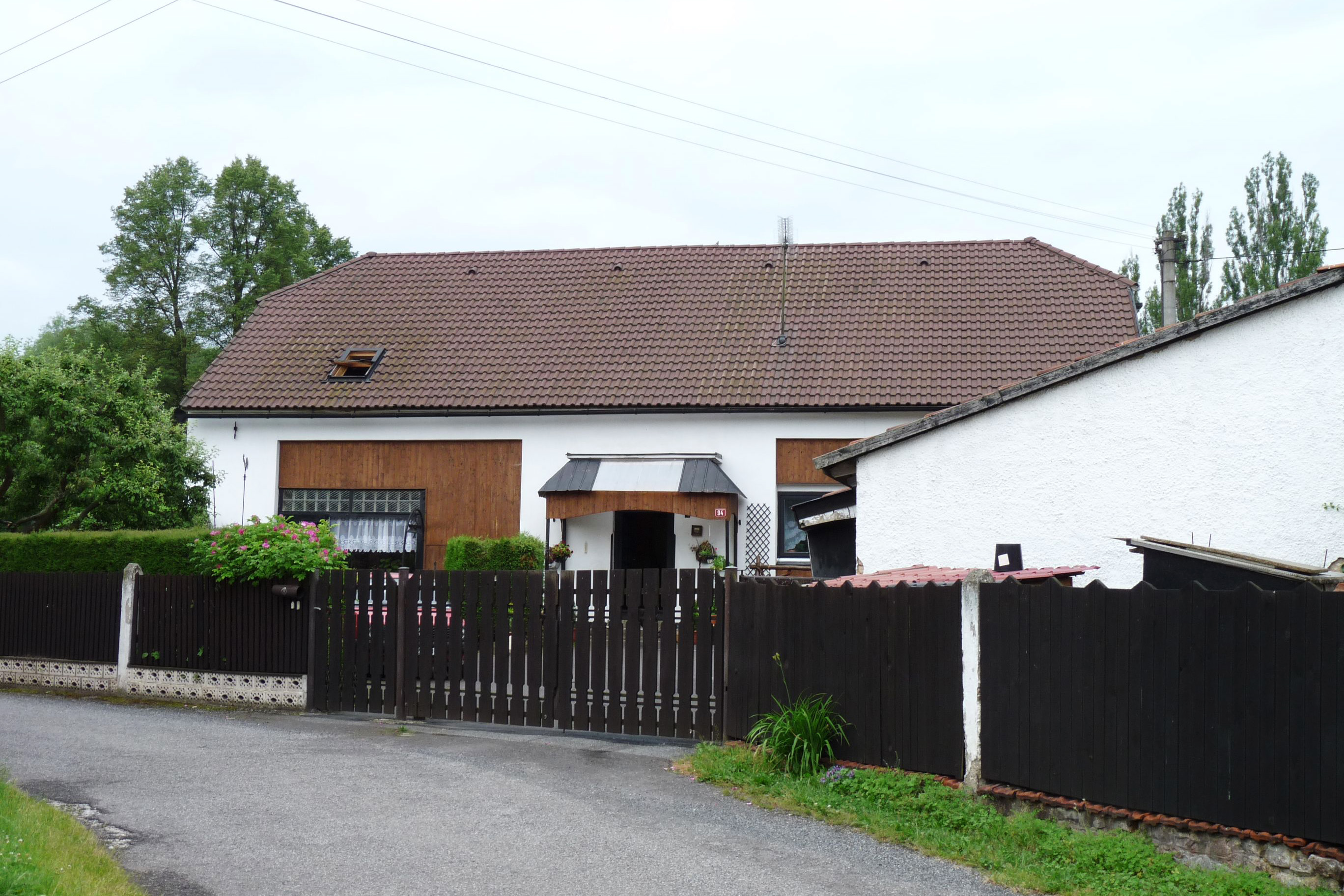

## Židovský hřbitov
Roku 1833 byl nedaleko Běštína založen židovský hřbitov, známý také pod názvem židovský hřbitov v Hostomicích. První pohřeb proběhl 16. září téhož roku. Od roku 1872 místní židé dokonce provozovali spolek chevra kadiša. Po založení spolku se zde pohřbívali i mrtví z Hostomic, Všeradic a okolí. Na začátku 20. století byl hřbitov rozšířen do dnešní podoby. Během druhé světové války se zde nesmělo pohřbívat. Poslední pohřeb proběhl po jejím konci v roce 1946. Od 50. let 20. století hřbitov chátral. Běštínský židovský hřbitov se dočkal opravy až po revoluci, bylo restaurováno více než sto náhrobků. V současnosti se zde nachází asi 160 náhrobků z období po založení hřbitova až po 30. léta 20. století.

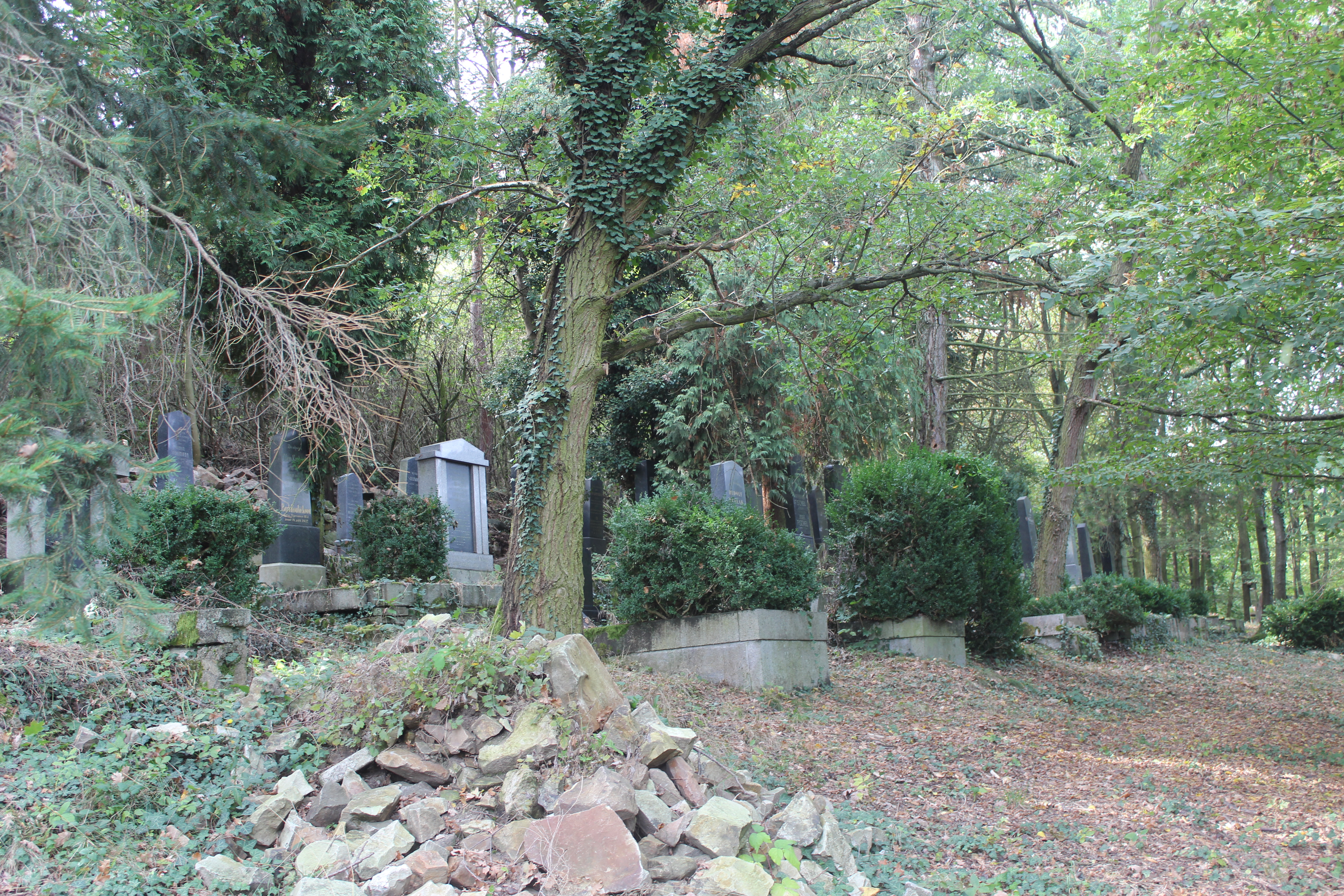
Současná podoba židovského hřbitova v Běštíně
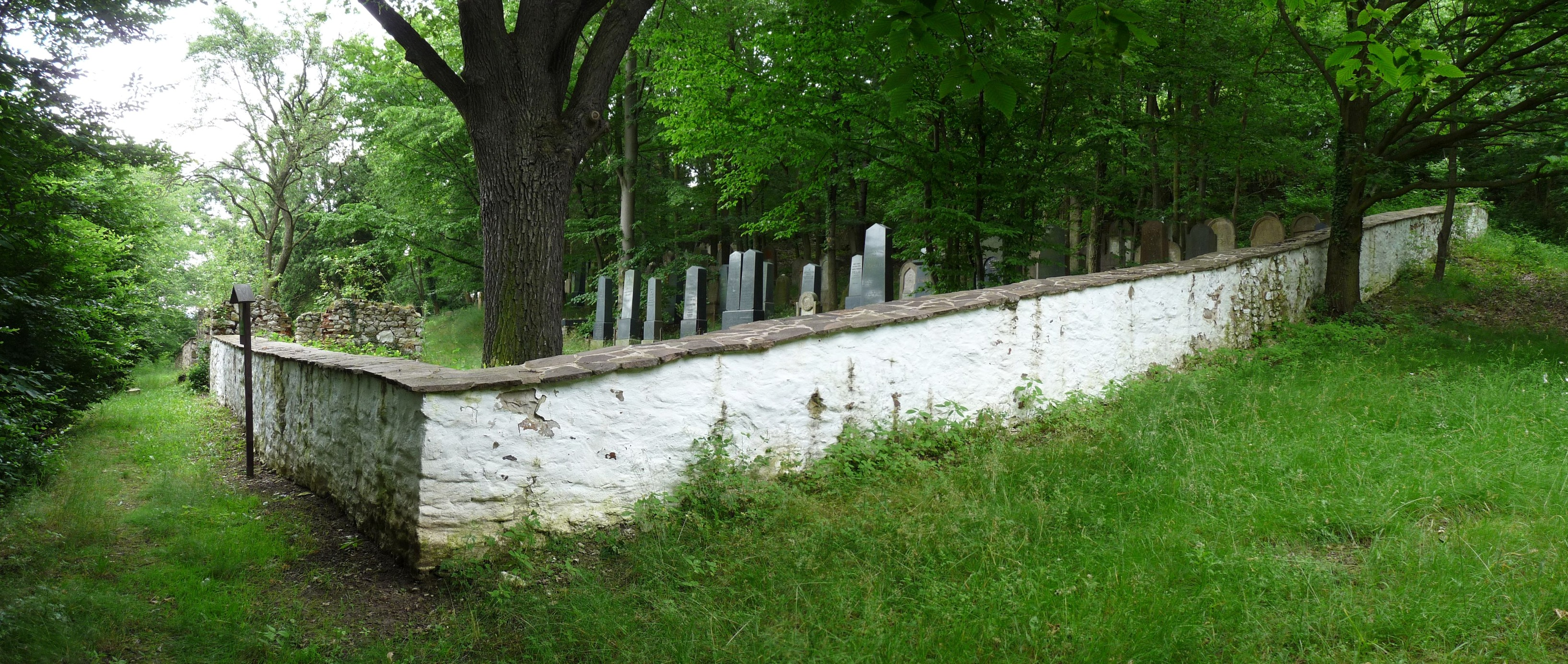
Židovský hřbitov v Běštíně
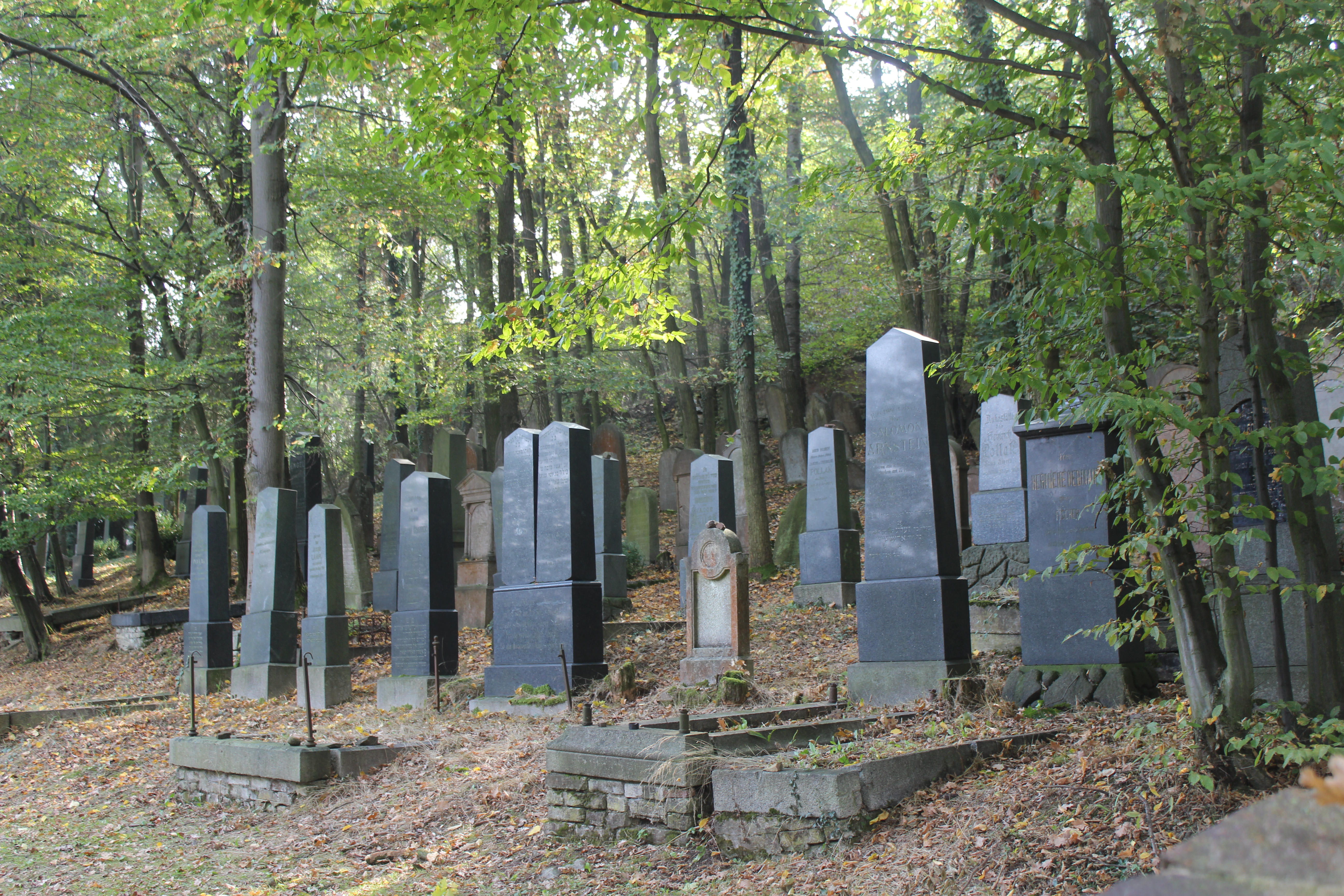
Restaurované náhrobky
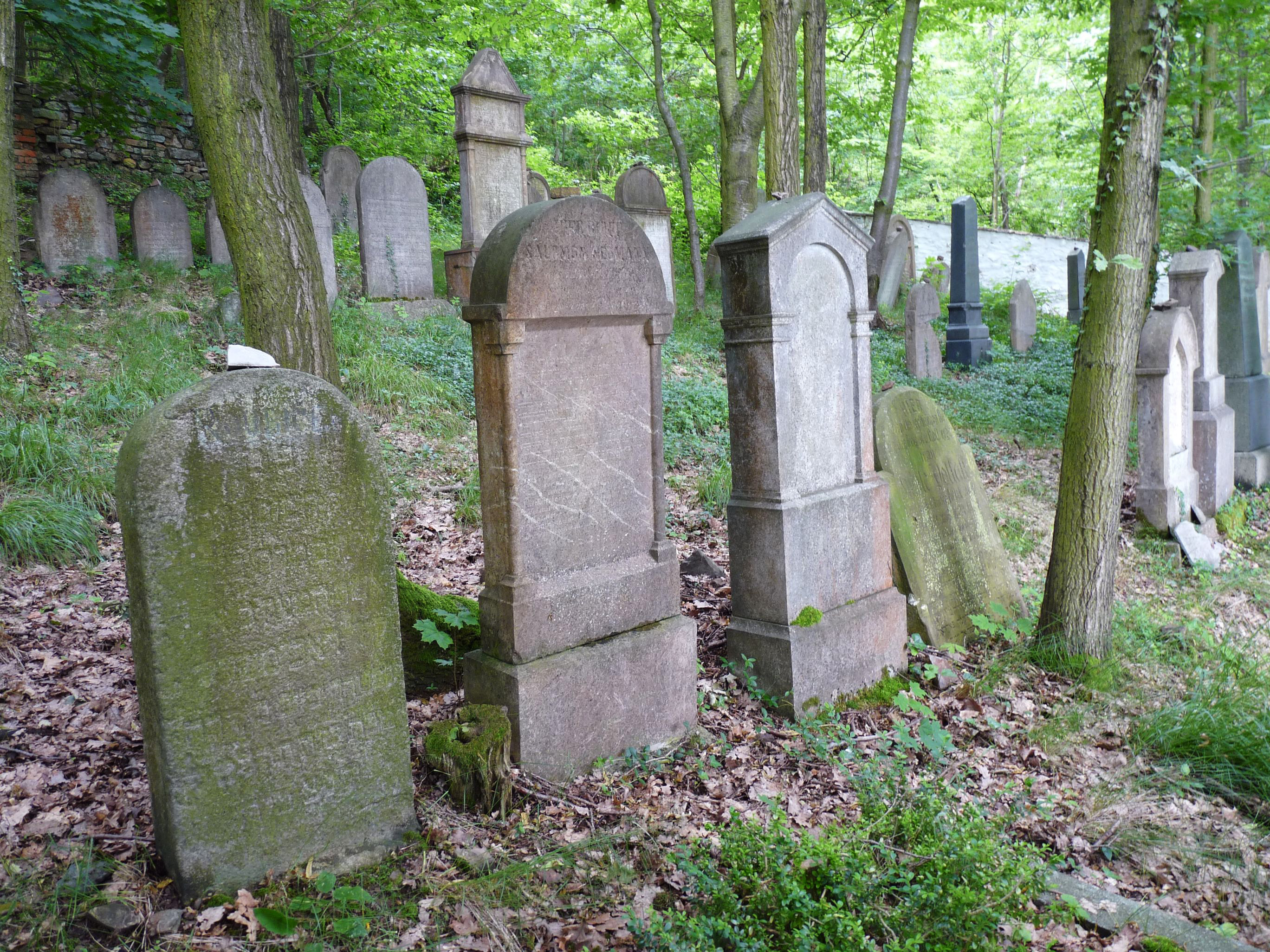
Několik opravených židovských náhrobků
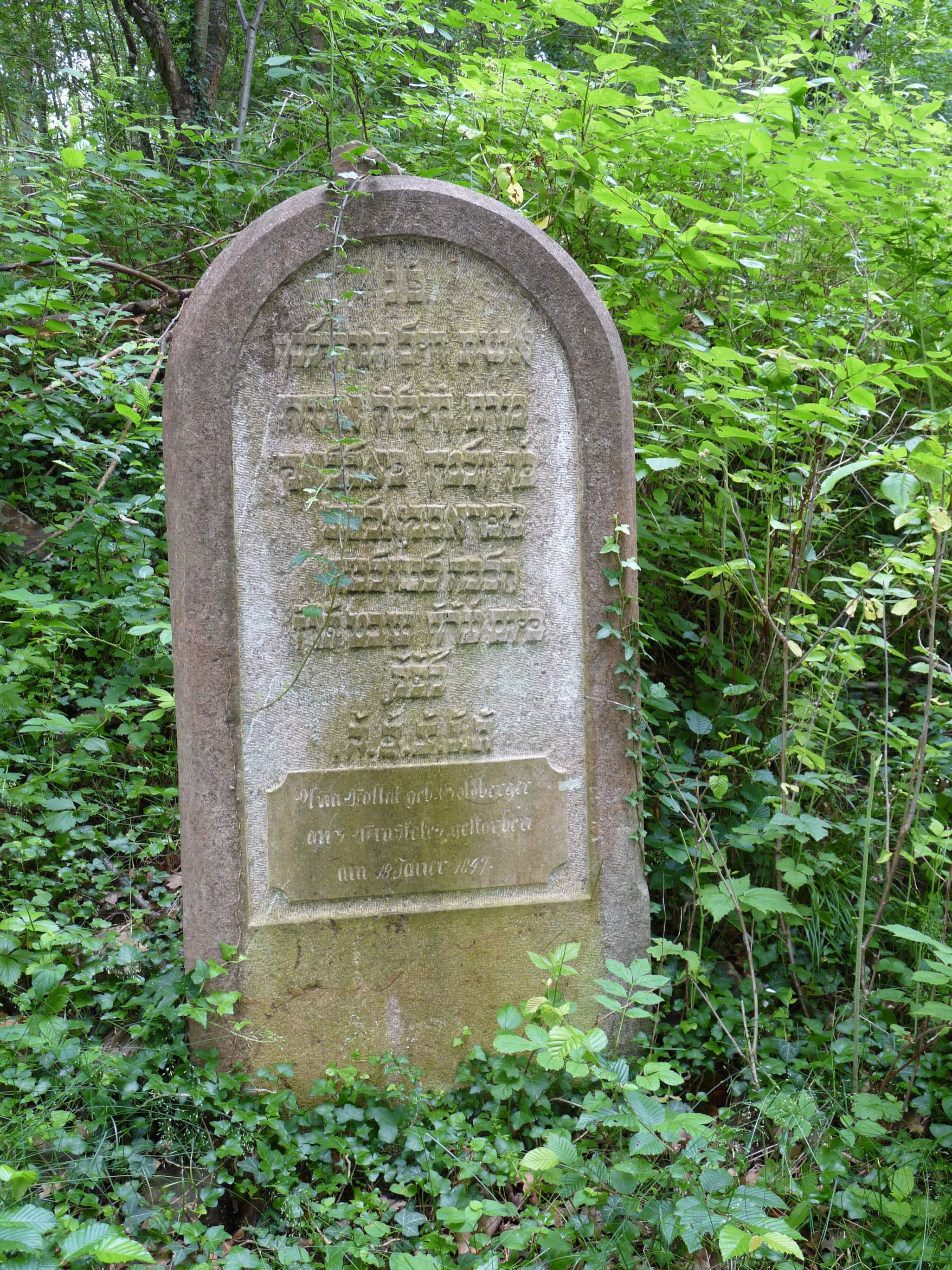
Detail opraveného náhrobku na židovském hřbitově v Běštíně
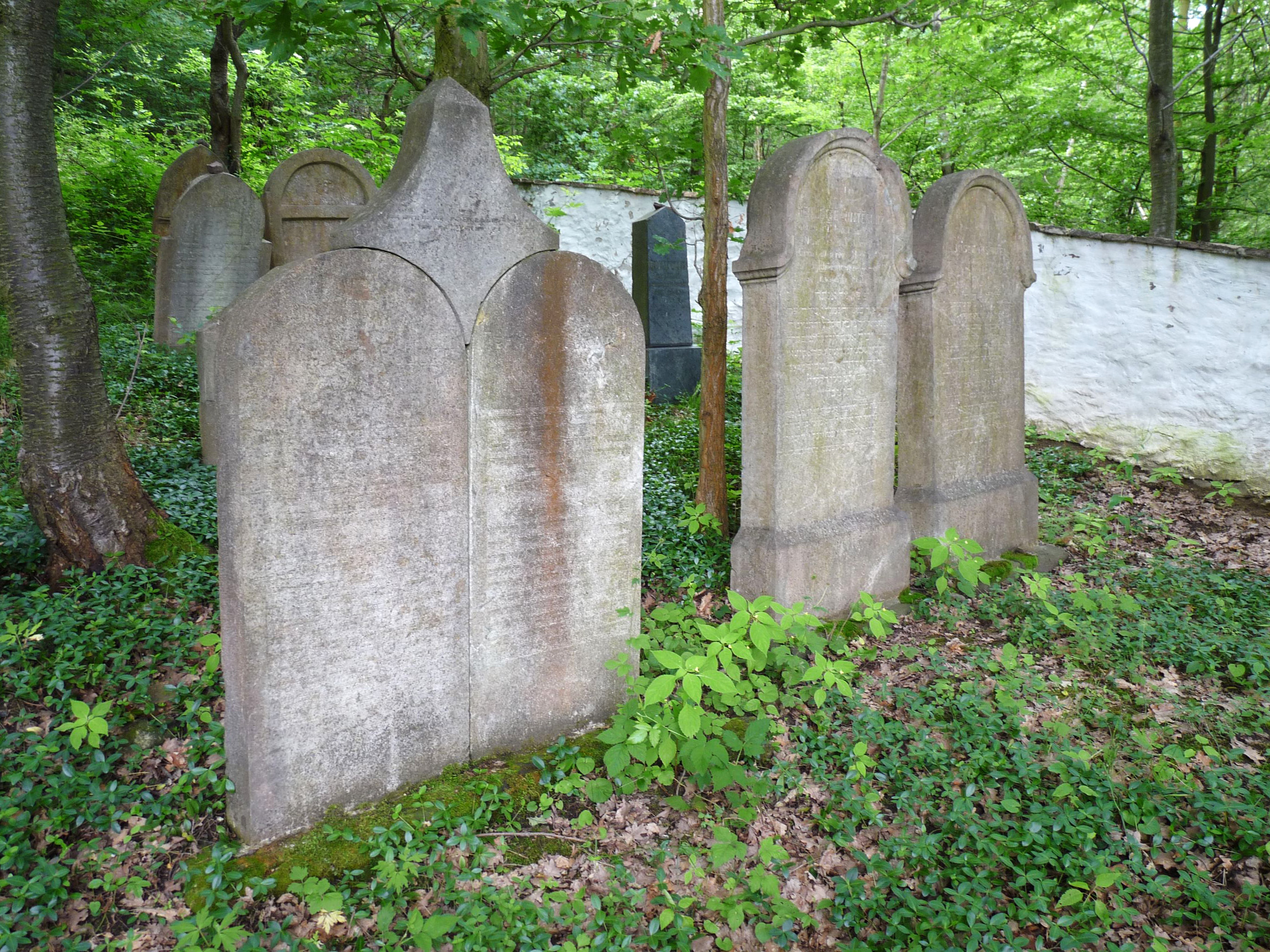
Několik opravených židovských náhrobků